# Helena-West Helena, Arkansas
Helena-West Helena är en stad (city) i Phillips County, i delstaten Arkansas, USA. Enligt United States Census Bureau har staden en folkmängd på 12 106 invånare (2011) och en landarea på 34,5 km². Helena-West Helena är huvudort i Phillips County.